# The Lie (film fra 1912)
|  | For andre betydninger, se The Lie |
The Lie er en amerikansk stumfilm fra 1912 af King Baggot og W. R. Daly.

## Medvirkende
- King Baggot som Robert Evans.
- Lottie Briscoe som Edith Hobson.
- William E. Shay som Hobson.
- William Robert Daly som Mr. Hobson.